# Columbia 200 1971
Columbia 200 1971 var ett stockcarlopp ingående i Nascar Winston Cup Series (nuvarande Nascar Cup Series) som kördes 8 april 1971 på den 0,5 mile (804,672 m) långa ovalbanan Columbia Speedway i Cayce, en förort till Columbia i South Carolina. Totalt avverkades 100 miles (160,934 km) fördelat på 200 varv. Banunderlaget var asfalt. Loppet vanns av Richard Petty i en Plymouth på tiden 1:18.25 körande för Petty Enterprises. Pettys snitthastighet uppgick till 76,514 mph. Det var Pettys 124:e vinst av totalt 200 i karriären. Prispotten uppgick till 10 025 dollar, varav 1 700 dollar gick till segraren.

## Resultat
| Plc     | Nr | Förare            | Team/ bilägare            | Konstruktör | Start | Varv | Ledda varv |
| ------- | -- | ----------------- | ------------------------- | ----------- | ----- | ---- | ---------- |
| 1       | 43 | Richard Petty     | Petty Enterprises         | Plymouth    | 4     | 200  | 79         |
| 2       | 72 | Benny Parsons     | DeWitt Racing             | Ford        | 3     | 200  | 82         |
| 3       | 22 | Dick Brooks       | Mario Rossi               | Dodge       | 2     | 200  | 2          |
| 4       | 48 | James Hylton      | Hylton Engineering        | Ford        | 1     | 198  | 37         |
| 5       | 20 | Elmo Langley      | Negre Racing              | Ford        | 6     | 198  | 0          |
| 6       | 38 | Charlie Glotzbach | John McCarthy             | Dodge       | 9     | 198  | 0          |
| 7       | 12 | Bobby Allison     | Bobby Allison Motorsports | Dodge       | 5     | 197  | 0          |
| 8       | 10 | Bill Champion     | Champion Racing           | Ford        | 13    | 193  | 0          |
| 9       | 06 | Neil Castles      | Neil Castles              | Dodge       | 7     | 192  | 0          |
| 10      | 79 | Frank Warren      | Warren Racing             | Dodge       | 12    | 191  | 0          |
| 11      | 24 | Cecil Gordon      | Gordon Racing             | Mercury     | 14    | 188  | 0          |
| 12      | 28 | Earl Brooks       | Brooks Racing             | Ford        | 26    | 182  | 0          |
| 13      | 30 | Walter Ballard    | Ballard Racing            | Ford        | 10    | 174  | 0          |
| 14      | 34 | Wendell Scott     | Scott Racing              | Ford        | 18    | 172  | 0          |
| 15      | 70 | J.D. McDuffie     | McDuffie Racing           | Chevrolet   | 25    | 135  | 0          |
| 16      | 32 | Marv Acton        | Team Sabco                | Plymouth    | 8     | 115  | 0          |
| 17      | 25 | Jabe Thomas       | Robertson Racing          | Plymouth    | 17    | 68   | 0          |
| 18      | 67 | Dick May          | Ron Ronacher              | Ford        | 23    | 63   | 0          |
| 19      | 81 | Ken Meisenhelder  | i.u.                      | Ford        | 24    | 44   | 0          |
| 20      | 19 | Henley Gray       | Gray Racing               | Ford        | 16    | 42   | 0          |
| 21      | 4  | John Sears        | John Sears                | Dodge       | 15    | 39   | 0          |
| 22      | 7  | Dean Dalton       | Dalton Racing             | Ford        | 19    | 10   | 0          |
| 23      | 56 | E.J. Trivette     | Gary Baird                | Chevrolet   | 21    | 10   | 0          |
| 24      | 8  | Ed Negre          | Negre Racing              | Ford        | 11    | 8    | 0          |
| 25      | 74 | Bill Shirey       | Bill Shirey               | Plymouth    | 20    | 8    | 0          |
| 26      | 88 | Ron Keselowski    | Lubinski Racing           | Dodge       | 22    | 7    | 0          |
| Källor: |    |                   |                           |             |       |      |            |